# Nexta
Nexta (prononcé « nekh-ta ») est un média en ligne biélorusse principalement distribué via les plateformes Telegram et YouTube. C'est la chaîne Telegram la plus populaire en Biélorussie et l'une des principales sources d'information de l'opposition biélorusse. Nexta a joué un rôle central dans le mouvement de protestation biélorusse 2020-2021. La chaîne Telegram propose principalement de courtes vidéos et des images soumises par les utilisateurs, tandis que des vidéos originales plus longues sont partagées sur YouTube.
Le fondateur du média est Stepan Poutilo. L'opération est menée en exil depuis Varsovie, en Pologne.
Le nom « Nexta » est un jeu sur le mot biélorusse нехта, qui signifie « quelqu'un », et le mot anglais next, comme dans « next generation ».

## Histoire
Lancé en octobre 2015 par Stepan Poutilo, alors âgé de 17 ans, le premier élément de Nexta est une chaîne Youtube. Une chaîne Telegram est lancée en automne 2018.
En mai 2021, Nexta compte 638 000 abonnés sur YouTube et 1,2 million d'abonnés sur la chaîne Telegram.
L'opération a été critiquée par le gouvernement biélorusse pour s'être coordonnée avec les militants pendant les manifestations, notamment pour avoir donné des instructions détaillées sur le lieu et le moment des manifestations, ce qui, selon certains journalistes, signifie que Nexta n'est pas une source d'information journalistique. Il a également été critiqué pour avoir publié des informations non vérifiées.
Au cours des manifestations biélorusses de 2020, la base d'abonnés de Nexta a considérablement augmenté. D'autres sources d'information indépendantes telles que Tut.by ont été touchées par des blocages gouvernementaux, mais les autorités n'ont pas été en mesure de restreindre l'accès aux groupes Telegram dans la même mesure.   
Le 20 octobre 2020, le tribunal central de Minsk a déclaré que la chaîne Nexta-Live Telegram et le logo Nexta étaient des documents extrémistes et les a interdits. 
Le 23 mai 2021, le cofondateur et rédacteur en chef du média, Roman Protassevitch, est arrêté par les autorités biélorusses après le détournement du vol Ryanair 4978 vers Minsk, provoquant le tollé des ONG de défense des droits humains et des responsables européens et occidentaux.
Le Monde note que pendant l'invasion de l'Ukraine par la Russie en 2022 Nexta contribue à la désinformation en publiant des images fausses ou décontextualisées.

## Prix et reconnaissances
- 2019 : Prix national des droits de l'homme Victar Ivashkevich de la Charte 97[15]
- 2020 : Prix « Profession : journaliste » par l'initiative Russie ouverte du dissident Mikhaïl Khodorkovski[16]
- 2020 : Prix Sakharov (l'un des représentants primés de l'opposition démocratique au Bélarus)[17]
- 2020 : Parmi les cinq premiers nommés du Prix polonais "Grand Press"[18]